# Bathyraja spinicauda
Bathyraja spinicauda е вид хрущялна риба от семейство Arhynchobatidae. Видът е почти застрашен от изчезване.

## Разпространение и местообитание
Разпространен е във Великобритания, Гренландия, Исландия, Канада (Квебек, Лабрадор, Нова Скотия и Нюфаундленд), Норвегия и САЩ (Мейн).
Среща се на дълбочина от 140 до 1463 m, при температура на водата от -0,4 до 10,1 °C и соленост 33,3 – 35,1 ‰.

## Описание
На дължина достигат до 1,7 m.